# Filmografia lui Christopher Lee
Aceasta este filmografia actorului Christopher Lee (care se întinde de-a lungul perioadei 1948 - prezent):

## Filme
| #   | An   | Film                                              | Rol                                                  | Note                                                        |
| --- | ---- | ------------------------------------------------- | ---------------------------------------------------- | ----------------------------------------------------------- |
| 1   | 1948 | Corridor of Mirrors                               | Charles                                              |                                                             |
| 2   | 1948 | One Night with You                                | Asistentul lui Pirelli                               |                                                             |
| 3   | 1948 | Hamlet                                            | Soldat                                               | nemenționat                                                 |
| 4   | 1948 | Penny and the Pownall Case                        | Jonathan Blair                                       |                                                             |
| 5   | 1948 | A Song for Tomorrow                               | Auguste                                              |                                                             |
| 6   | 1948 | My Brother's Keeper                               | Second Constable                                     | Scene șterse                                                |
| 7   | 1948 | Saraband for Dead Lovers                          | Bit Part                                             | nemenționat                                                 |
| 8   | 1948 | Scott of the Antarctic                            | Bernard Day                                          |                                                             |
| 9   | 1949 | Trottie True                                      | Bongo                                                |                                                             |
| 10  | 1950 | They Were Not Divided                             | Chris Lewis                                          |                                                             |
| 11  | 1950 | Prelude to Fame                                   | Newsman                                              |                                                             |
| 12  | 1951 | Valley of Eagles                                  | Det. Holt                                            |                                                             |
| 13  | 1951 | Captain Horatio Hornblower R.N.                   | Spanish Captain                                      |                                                             |
| 13* | 1951 | Quo Vadis                                         | Chariot Driver                                       | nemenționat                                                 |
| 14  | 1952 | The Crimson Pirate                                | Joseph (attache)                                     |                                                             |
| 15  | 1952 | Top Secret                                        |                                                      | nemenționat                                                 |
| 16  | 1952 | Paul Temple Returns                               | Sir Felix Raybourne                                  |                                                             |
| 17  | 1952 | Babes in Bagdad                                   | Slave Dealer                                         |                                                             |
| 18  | 1952 | Moulin Rouge                                      | Georges Seurat                                       |                                                             |
| 19  | 1953 | Les vacances de Monsieur Hulot                    |                                                      | nemenționat                                                 |
| 20  | 1953 | Innocents in Paris                                | Lieutenant Whitlock                                  | nemenționat                                                 |
| 21  | 1954 | Destination Milan                                 | Svenson                                              |                                                             |
| 22  | 1955 | Man in Demand                                     |                                                      |                                                             |
| 23  | 1955 | Crossroads                                        | The Ghost                                            |                                                             |
| 24  | 1955 | Final Column                                      |                                                      |                                                             |
| 25  | 1955 | That Lady                                         | Captain                                              |                                                             |
| 26  | 1955 | Police Dog                                        | Johnny, a constable                                  |                                                             |
| 27  | 1955 | The Dark Avenger                                  | French Patrol Captain at Tavern                      | nemenționat                                                 |
| 28  | 1955 | The Cockleshell Heroes                            | Submarine Commander                                  |                                                             |
| 29  | 1955 | Storm Over the Nile                               | Karaga Pasha                                         |                                                             |
| 30  | 1956 | Alias John Preston                                | John Preston                                         |                                                             |
| 31  | 1956 | Private's Progress                                | Gen. von Linbeck's aide                              | nemenționat                                                 |
| 32  | 1956 | Port Afrique                                      | Franz Vermes                                         |                                                             |
| 33  | 1956 | Beyond Mombasa                                    | Gil Rossi                                            |                                                             |
| 34  | 1956 | The Battle of the River Plate                     | Manolo                                               |                                                             |
| 35  | 1957 | Ill Met by Moonlight                              | German Officer at Dentists                           |                                                             |
| 36  | 1957 | Fortune Is a Woman                                | Charles Highbury                                     |                                                             |
| 37  | 1957 | The Traitor                                       | Dr. Neumann                                          |                                                             |
| 38  | 1957 | The Curse of Frankenstein                         | The Creature                                         |                                                             |
| 39  | 1957 | Manuela                                           | Voce                                                 | nemenționat                                                 |
| 40  | 1957 | Bitter Victory                                    | Sgt. Barney                                          |                                                             |
| 41  | 1957 | The Truth About Women                             | François                                             |                                                             |
| 42  | 1958 | A Tale of Two Cities                              | Marquis St. Evremonde                                |                                                             |
| 43  | 1958 | Dracula                                           | Count Dracula                                        | Titlu alternativ: Horror of Dracula                         |
| 44  | 1958 | Battle of the V-1                                 | Labor Camp Captain, Men's Section                    |                                                             |
| 45  | 1958 | Corridors of Blood                                | Resurrection Joe                                     |                                                             |
| 46  | 1959 | The Hound of the Baskervilles                     | Sir Henry Baskerville                                |                                                             |
| 47  | 1959 | The Man Who Could Cheat Death                     | Dr. Pierre Gerard                                    |                                                             |
| 48  | 1959 | The Treasure of San Teresa                        | Jaeger                                               |                                                             |
| 49  | 1959 | The Mummy                                         | Kharis, the Mummy                                    |                                                             |
| 50  | 1959 | Tempi duri per i vampiri                          | Baron Roderico da Frankurten                         |                                                             |
| 51  | 1960 | Too Hot to Handle                                 | Novak                                                |                                                             |
| 52  | 1960 | Beat Girl                                         | Kenny                                                |                                                             |
| 53  | 1960 | The City of the Dead                              | Prof. Alan Driscoll                                  | Titlu alternativ: Horror Hotel                              |
| 54  | 1960 | The Two Faces of Dr. Jekyll                       | Paul Allen                                           |                                                             |
| 55  | 1960 | The Hands of Orlac                                | Nero the magician                                    |                                                             |
| 56  | 1961 | The Terror of the Tongs                           | Chung King                                           |                                                             |
| 57  | 1961 | Taste of Fear                                     | Doctor Pierre Gerrard                                |                                                             |
| 58  | 1961 | The Devil's Daffodil                              | Ling Chu                                             |                                                             |
| 59  | 1961 | Ercole al centro della terra                      | King Lico (Licos)                                    | Titlu alternativ: Hercules in the Haunted World             |
| 60  | 1962 | Stranglehold                                      |                                                      |                                                             |
| 61  | 1962 | The Puzzle of the Red Orchid                      | Captain Allerman                                     |                                                             |
| 62  | 1962 | The Pirates of Blood River                        | Captain LaRoche                                      |                                                             |
| 63  | 1962 | The Devil's Agent                                 | Baron von Staub                                      |                                                             |
| 64  | 1962 | Sherlock Holmes and the Deadly Necklace           | Sherlock Holmes                                      |                                                             |
| 65  | 1963 | Katarsis                                          | Mephistoles                                          |                                                             |
| 66  | 1963 | La vergine di Norimberga                          | Erich                                                | Aka Castle of Terror and Virgin of Nuremberg                |
| 67  | 1963 | La frusta e il corpo                              | Kurt Menliff                                         | Aka The Whip and the Body and Night Is the Phantom          |
| 68  | 1964 | Il castello dei morti vivi                        | Count Drago                                          | Titlu alternativ: Castle of the Living Dead                 |
| 69  | 1964 | La cripta e l'incubo                              | Count Ludwig Karnstein                               | Aka Crypt of the Vampire and Crypt of Horror                |
| 70  | 1964 | The Devil-Ship Pirates                            | Captain Robeles                                      |                                                             |
| 71  | 1964 | The Gorgon                                        | Prof. Karl Meister                                   |                                                             |
| 72  | 1965 | Dr. Terror's House of Horrors                     | Franklyn Marsh                                       |                                                             |
| 73  | 1965 | She                                               | Billali                                              |                                                             |
| 74  | 1965 | The Skull                                         | Sir Matthew Phillips                                 |                                                             |
| 75  | 1965 | Ten Little Indians                                | Voce of "Mr. Owen"                                   | nemenționat                                                 |
| 76  | 1965 | The Face of Fu Manchu                             | Dr. Fu Manchu / Lee Tao                              |                                                             |
| 77  | 1966 | Theatre of Death                                  | Philippe Darvas                                      |                                                             |
| 78  | 1966 | Dracula: Prince of Darkness                       | Count Dracula                                        |                                                             |
| 79  | 1966 | Rasputin, the Mad Monk                            | Grigori Rasputin                                     |                                                             |
| 80  | 1966 | Circus of Fear                                    | Gregor                                               | Titlu alternativ: Psycho Circus                             |
| 81  | 1966 | The Brides of Fu Manchu                           | Fu Manchu                                            |                                                             |
| 82  | 1967 | The Vengeance of Fu Manchu                        | Dr. Fu Manchu                                        |                                                             |
| 83  | 1967 | Night of the Big Heat                             | Godfrey Hanson                                       |                                                             |
| 84  | 1967 | Five Golden Dragons                               | Dragon #4                                            |                                                             |
| 85  | 1967 | Die Schlangengrube und das Pendel                 | Count Frederic Regula, Graf von Andomai              |                                                             |
| 86  | 1968 | Curse of the Crimson Altar                        | Morley                                               |                                                             |
| 87  | 1968 | The Devil Rides Out                               | Duc de Richleau                                      |                                                             |
| 88  | 1968 | The Face of Eve                                   | Colonel Stuart                                       |                                                             |
| 89  | 1968 | The Blood of Fu Manchu                            | Fu Manchu                                            |                                                             |
| 90  | 1968 | Dracula Has Risen from the Grave                  | Count Dracula                                        |                                                             |
| 91  | 1969 | The Castle of Fu Manchu                           | Fu Manchu                                            |                                                             |
| 92  | 1969 | The Oblong Box                                    | Dr. J. Neuhart                                       |                                                             |
| 93  | 1969 | The Magic Christian                               | Ship's vampire                                       |                                                             |
| 94  | 1970 | Scream and Scream Again                           | Fremont                                              |                                                             |
| 95  | 1970 | Umbracle                                          | The Man                                              |                                                             |
| 96  | 1970 | The Bloody Judge                                  | Lord George Jeffreys                                 |                                                             |
| 97  | 1970 | Count Dracula                                     | Count Dracula                                        |                                                             |
| 98  | 1970 | Taste the Blood of Dracula                        | Count Dracula                                        |                                                             |
| 99  | 1970 | One More Time                                     | Count Dracula                                        |                                                             |
| 100 | 1970 | Julius Caesar                                     | Artemidorus                                          |                                                             |
| 101 | 1970 | Eugenie                                           | Dolmance                                             | Aka Eugenie - The Story of Her Journey into Perversion      |
| 102 | 1970 | The Private Life of Sherlock Holmes               | Mycroft Holmes                                       |                                                             |
| 103 | 1970 | Scars of Dracula                                  | Count Dracula                                        |                                                             |
| 104 | 1971 | The House That Dripped Blood                      | John Reid                                            | Segment: "Sweets to the Sweet"                              |
| 105 | 1971 | I, Monster                                        | Dr. Charles Marlowe/Edward Blake                     |                                                             |
| 106 | 1971 | Hannie Caulder                                    | Bailey                                               |                                                             |
| 107 | 1972 | Death Line                                        | Stratton-Villiers, MI5                               | Titlu alternativ: Raw Meat                                  |
| 108 | 1972 | Nothing But the Night                             | Col. Charles Bingham                                 |                                                             |
| 109 | 1972 | Dracula A.D. 1972                                 | Count Dracula                                        |                                                             |
| 110 | 1973 | Dark Places                                       | Dr. Mandeville                                       |                                                             |
| 111 | 1973 | The Creeping Flesh                                | James Hildern                                        |                                                             |
| 112 | 1973 | The Satanic Rites of Dracula                      | Count Dracula                                        |                                                             |
| 113 | 1973 | Horror Express                                    | Sir Alexander Saxton                                 |                                                             |
| 114 | 1973 | The Three Musketeers                              | Rochefort                                            |                                                             |
| 115 | 1973 | The Wicker Man                                    | Lord Summerisle                                      |                                                             |
| 116 | 1974 | The Four Musketeers                               | Rochefort                                            |                                                             |
| 117 | 1974 | The Man with the Golden Gun                       | Francisco Scaramanga                                 |                                                             |
| 118 | 1975 | Diagnosis: Murder                                 | Dr. Stephen Hayward                                  |                                                             |
| 119 | 1975 | Le boucher, la star et l'orpheline                | Van Krig/Himself                                     |                                                             |
| 120 | 1976 | The Keeper                                        | The Keeper                                           |                                                             |
| 121 | 1976 | Pharaoh Starrs Tomb                               | Michael                                              |                                                             |
| 122 | 1976 | Killer Force                                      | Major Chilton                                        | Alternative title The Diamond Mercenaries                   |
| 123 | 1976 | To the Devil, A Daughter                          | Father Michael Rayner                                |                                                             |
| 123 | 1976 | Dracula père et fils                              | Prince of Darkness                                   | Titlu alternativ: Dracula and Son                           |
| 124 | 1976 | Albino                                            | Bill                                                 | Aka Whispering Death and Death in the Sun                   |
| 125 | 1977 | Airport '77                                       | Martin Wallace                                       |                                                             |
| 126 | 1977 | Meatcleaver Massacre                              | On-screen narrator                                   | Aka Evil Force and Revenge of the Dead                      |
| 127 | 1977 | End of the World                                  | Father Pergado / Zindar                              |                                                             |
| 128 | 1977 | Starship Invasions                                | Captain Rameses                                      |                                                             |
| 129 | 1978 | Return from Witch Mountain                        | Dr. Victor Gannon                                    |                                                             |
| 130 | 1978 | Caravans                                          | Sardar Khan                                          |                                                             |
| 131 | 1978 | Circle of Iron                                    | Zetan                                                | Titlu alternativ: The Silent Flute                          |
| 132 | 1979 | The Passage                                       | Gypsy                                                |                                                             |
| 133 | 1979 | Arabian Adventure                                 | Alquazar                                             |                                                             |
| 134 | 1979 | Nutcracker Fantasy                                | Uncle Drosselmeyer / Street Singer / Watchmaker      | Voce                                                        |
| 135 | 1979 | Jaguar Lives!                                     | Adam Caine                                           |                                                             |
| 136 | 1979 | Bear Island                                       | Lechinski                                            |                                                             |
| 137 | 1979 | 1941                                              | Capt. Wolfgang von Kleinschmidt                      |                                                             |
| 138 | 1979 | Captain America II: Death Too Soon                | Miguel                                               |                                                             |
| 139 | 1980 | Serial                                            | Luckman Skull                                        |                                                             |
| 140 | 1981 | The Salamander                                    | Prince Baldasar, the Director of Counterintelligence |                                                             |
| 141 | 1981 | Desperate Moves                                   | Dr. Carl Boxer                                       |                                                             |
| 142 | 1981 | An Eye for an Eye                                 | Morgan Canfield                                      |                                                             |
| 143 | 1982 | Safari 3000                                       | Count Borgia                                         |                                                             |
| 144 | 1982 | The Last Unicorn                                  | King Haggard                                         | Voce; also in German language version                       |
| 145 | 1983 | New Magic                                         | Mr. Kellar                                           |                                                             |
| 146 | 1983 | The Return of Captain Invincible                  | Mr. Midnight                                         |                                                             |
| 147 | 1983 | House of the Long Shadows                         | Corrigan                                             |                                                             |
| 148 | 1984 | The Rosebud Beach Hotel                           | Mr. Clifford King                                    |                                                             |
| 149 | 1985 | Mask of Murder                                    | Chief Supt. Jonathan Rich                            |                                                             |
| 150 | 1985 | Howling II: Your Sister Is a Werewolf             | Stefan Crosscoe                                      |                                                             |
| 151 | 1986 | The Girl                                          | Peter Storm                                          |                                                             |
| 152 | 1987 | Shaka Zulu                                        | Lord Bathurst                                        |                                                             |
| 153 | 1987 | Jocks                                             | President White                                      |                                                             |
| 154 | 1987 | Mio min Mio                                       | Kato                                                 |                                                             |
| 155 | 1988 | Dark Mission                                      | Luis Morel                                           |                                                             |
| 156 | 1989 | Murder Story                                      | Willard Hope                                         |                                                             |
| 157 | 1989 | La chute des aigles                               | Walter Strauss                                       |                                                             |
| 158 | 1989 | The Return of the Musketeers                      | Rochefort                                            |                                                             |
| 159 | 1990 | The Rainbow Thief                                 | Uncle Rudolf                                         |                                                             |
| 160 | 1990 | L'avaro                                           | Cardinale Spinosi                                    |                                                             |
| 161 | 1990 | Honeymoon Academy                                 | Lazos                                                |                                                             |
| 162 | 1990 | Panga                                             | -                                                    |                                                             |
| 163 | 1990 | Gremlins 2: The New Batch                         | Doctor Catheter                                      |                                                             |
| 164 | 1991 | Curse III: Blood Sacrifice                        | Doctor Pearson                                       |                                                             |
| 165 | 1992 | Beauty and the Beast                              | Monsieur Renard                                      | Voce                                                        |
| 166 | 1992 | Jackpot                                           | Cedric                                               |                                                             |
| 167 | 1992 | Kabuto                                            | King Philip                                          |                                                             |
| 168 | 1994 | Police Academy: Mission to Moscow                 | Cmndt. Alexandrei Nikolaivich Rakov                  |                                                             |
| 169 | 1994 | Funny Man                                         | Callum Chance                                        |                                                             |
| 170 | 1994 | Flesh and Blood                                   | Narrator/Self                                        | Last collaboration with Peter Cushing                       |
| 171 | 1995 | A Feast at Midnight                               | V. E. Longfellow, aka Raptor                         |                                                             |
| 172 | 1996 | Welcome to the Discworld                          | Death                                                |                                                             |
| 173 | 1996 | The Stupids                                       | Evil Sender                                          |                                                             |
| 174 | 1998 | Tale of the Mummy                                 | Sir Richard Turkel                                   |                                                             |
| 175 | 1998 | Jinnah                                            | Mohammed Ali Jinnah                                  | Lee considers this to be his favorite role/most significant |
| 176 | 1999 | Sleepy Hollow                                     | Burgomaster                                          |                                                             |
| 177 | 2001 | The Lord of the Rings: The Fellowship of the Ring | Saruman                                              |                                                             |
| 178 | 2002 | Star Wars Episode II: Attack of the Clones        | Count Dooku / Darth Tyranus                          |                                                             |
| 179 | 2002 | The Lord of the Rings: The Two Towers             | Saruman                                              |                                                             |
| 180 | 2003 | The Lord of the Rings: The Return of the King     | Saruman                                              | Extended Edition only                                       |
| 181 | 2004 | Crimson Rivers II: Angels of the Apocalypse       | Heinrich von Garten                                  |                                                             |
| 182 | 2005 | The Adventures of Greyfriars Bobby                | The Lord Provost                                     |                                                             |
| 183 | 2005 | Star Wars Episode III: Revenge of the Sith        | Count Dooku / Darth Tyranus                          |                                                             |
| 184 | 2005 | Charlie and the Chocolate Factory                 | Dr. Wilbur Wonka                                     |                                                             |
| 185 | 2005 | Corpse Bride                                      | Pastor Galswells                                     | Voce                                                        |
| 186 | 2007 | The Golden Compass                                | First High Councillor                                |                                                             |
| 187 | 2008 | Star Wars: The Clone Wars                         | Count Dooku / Darth Tyranus                          | Voce                                                        |
| 188 | 2009 | Boogie Woogie                                     | Alfred Rhinegold                                     |                                                             |
| 189 | 2009 | Triage                                            | Joaquín Morales                                      |                                                             |
| 190 | 2009 | Glorious 39                                       | Walter                                               |                                                             |
| 191 | 2010 | Alice in Wonderland                               | Jabberwocky                                          | Voce                                                        |
| 192 | 2010 | Burke & Hare                                      | Joseph                                               |                                                             |
| 193 | 2010 | The Heavy                                         | Mr. Mason                                            |                                                             |
| 194 | 2011 | Season of the Witch                               | Cardinal D’Ambroise                                  |                                                             |
| 195 | 2011 | The Resident                                      | August                                               |                                                             |
| 196 | 2011 | The Wicker Tree                                   | Old Gentleman                                        |                                                             |
| 197 | 2011 | Hugo                                              | Monsieur Labisse                                     |                                                             |
| 198 | 2012 | Dark Shadows                                      | Silas Clarney                                        |                                                             |
| 199 | 2012 | Frankenweenie                                     | Dracula                                              | Stock footage from Horror of Dracula                        |
| 200 | 2012 | The Hobbit: An Unexpected Journey                 | Saruman                                              |                                                             |
| 201 | 2013 | Night Train to Lisbon                             | Father Bartolomeu                                    |                                                             |
| 202 | 2013 | Necessary Evil                                    | Narrator                                             | Voce                                                        |
| 203 | 2013 | The Girl from Nagasaki                            | Old Officer Pinkerton                                |                                                             |
| 204 | 2014 | Angels in Notting Hill                            | The Boss, Mr. President                              | Completed                                                   |
| 205 | 2014 | The Hobbit: The Battle of the Five Armies         | Saruman                                              | Post-production                                             |

## Televiziune
| An        | Film                                 | Rol                       | Note                                                            |
| --------- | ------------------------------------ | ------------------------- | --------------------------------------------------------------- |
| 1955      | Moby Dick—Rehearsed                  | A Stage Manager/Flask     | Film TV                                                         |
| 1955      | The Vise                             | Different Roles           | Episoade: "Stronghold", "Price of Vanity", "The Final Column"   |
| 1955      | Tales of Hans Anderson               | Different Roles           | Episoade: "Wee Willie Winkie", "The Cripple Boy"                |
| 1956      | Chevron of Fallen Stars              | Governor                  | Episodul: "Captain Kidd"                                        |
| 1956      | The Scarlet Pimpernel                | Louis (nemenționat)       | Episodul: "The Elusive Chauvelin"                               |
| 1956      | Colonel March of Scotland Yard       | Jean-Pierre               | Episodul: "At Night All Cats Are Grey"                          |
| 1953–1956 | Douglas Fairbanks, Jr., Presents     | Different Roles           | 13 Episoade                                                     |
| 1956      | Sailor of Fortune                    | Different Roles           | Episoade: "The Desert Hostages", "Stranger in Danger"           |
| 1956      | The Adventures of Aggie              | Inspector Hollis          | Episodul: "Cut Glass"                                           |
| 1957      | Errol Flynn Theater                  | Different Roles           | 4 Episoade                                                      |
| 1956–1957 | Assignment Foreign Legion            | Different Roles           | Episoade: "As We Forgive", "The Anaya"                          |
| 1957      | The Gay Cavalier                     | Colonel Jeffries          | Episodul: "The Lady's Dilemma"                                  |
| 1958      | O.S.S.                               | Dessinger                 | Episodul: "Operation Firefly"                                   |
| 1958      | Ivanhoe                              | Sir Otto                  | Episodul: "The German Knight"                                   |
| 1958      | White Hunter                         | Mark Caldwell             | Episodul: "This Hungry Hell"                                    |
| 1959      | The Adventures of William Tell       | Prince Erik               | Episodul: "Manhunt"                                             |
| 1960      | Tales of the Vikings                 | Norman Knight             | Episodul: "The Bull"                                            |
| 1961      | Alcoa Presents: One Step Beyond      | Wilhelm Reitlinger        | Episodul: "The Sorcerer"                                        |
| 1964      | The Alfred Hitchcock Hour            | Karl Jorla                | Episodul: "The Sign of Satan"                                   |
| 1967      | The Avengers                         | Professor Stone           | Episodul: "Never, Never Say Die"                                |
| 1969      | The Avengers                         | Colonel Mannering         | Episodul: "The Interrogators"                                   |
| 1969      | Light Entertainment Killers          |                           | film de televiziune                                             |
| 1973      | Poor Devil                           | Lucifer                   | film de televiziune                                             |
| 1973      | Great Mysteries                      | Arnaud                    | Episodul: "The Leather Funnel"                                  |
| 1976      | Space: 1999                          | Captain Zandor            | Episodul: "Earthbound"                                          |
| 1978      | How the West Was Won                 | The Grand Duke            | miniserial TV                                                   |
| 1978      | The Pirate                           | Samir Al Fay              | film de televiziune                                             |
| 1979      | Captain America II: Death Too Soon   | Miguel                    | film de televiziune                                             |
| 1980      | Once Upon a Spy                      | Marcus Valorium           | film de televiziune                                             |
| 1980      | Charlie's Angels                     | Dale Woodman              | Episodul: "Angel in Hiding"                                     |
| 1981      | Evil Stalks This House               | Host                      | film de televiziune                                             |
| 1981      | Goliath Awaits                       | John McKenzie             | film de televiziune                                             |
| 1982      | Massarati and the Brain              | Victor Leopold            | film de televiziune                                             |
| 1982      | Charles & Diana: A Royal Love Story  | Prince Philip             | film de televiziune                                             |
| 1984      | The Far Pavilions                    | Kaka-ji Rao               | miniserial TV                                                   |
| 1984      | Faerie Tale Theatre                  | King Vladimir V           | Episodul: "The Boy Who Left Home to Find Out About the Shivers" |
| 1986      | Un métier du seigneur                | Fog                       | film de televiziune                                             |
| 1986      | The Disputation                      | King James of Aragon      | film de televiziune                                             |
| 1986      | Shaka Zulu                           | Lord Bathurst             | miniserial TV                                                   |
| 1989      | Around the World in 80 Days          | Stuart                    | miniserial TV                                                   |
| 1989      | La Révolution française              | Sanson                    | Segment: "Les Années Terribles"                                 |
| 1990      | The Care of Time                     | Karlis Zander             | film de televiziune                                             |
| 1990      | Treasure Island                      | Blind Pew                 | film de televiziune                                             |
| 1991      | Incident at Victoria Falls           | Sherlock Holmes           | film de televiziune                                             |
| 1992      | Sherlock Holmes and the Leading Lady | Sherlock Holmes           | film de televiziune                                             |
| 1992      | The Young Indiana Jones Chronicles   | Count Ottokar Graf Czerin | Episodul: "Austria, March 1917"                                 |
| 1992      | Double Vision                        | Mr. Bernard               | film de televiziune                                             |
| 1993      | Death Train                          | General Konstantin Benin  | film de televiziune                                             |
| 1995      | The Tomorrow People                  | Rameses                   | 5 Episoade                                                      |
| 1995      | Moses                                | Ramses                    | film de televiziune                                             |
| 1995      | Tales of Mystery and Imagination     | Host                      | serial TV                                                       |
| 1996      | Sorellina e il principe del sogno    | Azaret                    | film de televiziune                                             |
| 1997      | Ivanhoe                              | Lucas de Beaumanoir       | miniserial TV                                                   |
| 1997      | Soul Music                           | Death                     | serial TV                                                       |
| 1997      | Wyrd Sisters                         | Death                     | miniserial TV                                                   |
| 1997      | The Odyssey                          | Tiresias                  | miniserial TV                                                   |
| 1997–1998 | The New Adventures of Robin Hood     | Olwyn                     | 6 Episoade                                                      |
| 1996–1999 | Blue Heelers                         | Richard                   | 4 Episoade                                                      |
| 2000      | Gormenghast                          | Flay                      | miniserial TV                                                   |
| 2000      | In the Beginning                     | Rameses I                 | film TV                                                         |
| 2000      | Ghost Stories for Christmas          | M. R. James               | miniserial TV                                                   |
| 2001      | Les Redoutables                      | Death                     | Segment: "Confession"                                           |
| 2005      | Pope John Paul II                    | Cardinal Stefan Wyszyński | miniserial TV                                                   |
| 2008      | The Colour of Magic                  | Death                     | Voce                                                            |

## Jocuri video
| An   | Titlu                                                                             | Rol                              | Note                        |
| ---- | --------------------------------------------------------------------------------- | -------------------------------- | --------------------------- |
| 1994 | Ghosts                                                                            | Dr. Marcus Grimalkin / Rolul său |                             |
| 1999 | The Rocky Interactive Horror Show                                                 | Narator                          |                             |
| 2001 | Conquest: Frontier Wars                                                           | Anvil / Headquarters             |                             |
| 2002 | The Lord of the Rings: The Two Towers                                             | Saruman                          | Imagini de arhivă           |
| 2003 | Freelancer                                                                        |                                  |                             |
| 2003 | The Lord of the Rings: The Return of the King                                     | Saruman                          |                             |
| 2004 | EverQuest II                                                                      | Lucan D'Lere                     |                             |
| 2004 | GoldenEye: Rogue Agent                                                            | Francisco Scaramanga             |                             |
| 2005 | The Lord of the Rings: The Third Age                                              | Saruman                          |                             |
| 2005 | The Lord of the Rings: The Battle for Middle-earth                                | Saruman                          |                             |
| 2005 | Star Wars Episode III: Revenge of the Sith                                        | Count Dooku                      | Imagini de arhivă           |
| 2006 | Kingdom Hearts II                                                                 | DiZ / Ansem the Wise             |                             |
| 2006 | The Lord of the Rings: The Battle for Middle-earth II                             | Saruman                          |                             |
| 2007 | Kingdom Hearts II Final Mix                                                       | DiZ / Ansem the Wise             |                             |
| 2008 | The Lord of the Rings: The Battle for Middle-earth II: The Rise of the Witch-king | Saruman                          |                             |
| 2009 | Kingdom Hearts 358/2 Days                                                         | DiZ                              |                             |
| 2010 | Star Wars Battlefront: Elite Squadron                                             | Count Dooku                      | Imagini de arhivă           |
| 2012 | Lego The Lord of the Rings                                                        | Saruman                          | Imagini de arhivă           |
| 2013 | Kingdom Hearts HD 1.5 Remix                                                       | DiZ                              | Imagini de arhivă           |
| 2014 | LEGO The Hobbit: The Video Game                                                   | Saruman/Narator                  | Imagini de arhivă (Saruman) |
| 2014 | Kingdom Hearts HD 2.5 Remix                                                       | DiZ / Ansem the Wise             | Imagini de arhivă           |

## Premii și nominalizări
| An   | Lucrare nominalizată                              | Premiu                                                                              | Rezultat     |
| ---- | ------------------------------------------------- | ----------------------------------------------------------------------------------- | ------------ |
| 1973 | The Wicker Man                                    | Saturn Award for Best Actor                                                         | Nominalizare |
| 1979 | Arabian Adventure                                 | Saturn Award for Best Actor                                                         | Nominalizare |
| 2001 | The Lord of the Rings: The Fellowship of the Ring | Phoenix Film Critics Society Award for Best Cast                                    | Câștigat     |
| 2001 | The Lord of the Rings: The Fellowship of the Ring | MTV Movie Award for Best Fight (împărțit cu Ian McKellen)                           | Nominalizare |
| 2001 | The Lord of the Rings: The Fellowship of the Ring | MTV Movie Award for Best Villain                                                    | Nominalizare |
| 2001 | The Lord of the Rings: The Fellowship of the Ring | Screen Actors Guild Award for Outstanding Performance by a Cast in a Motion Picture | Nominalizare |
| 2002 | Star Wars Episode II: Attack of the Clones        | Mfilm de televiziune Award for Best Fight                                           | Câștigat     |
| 2002 | The Lord of the Rings: The Two Towers             | Online Film Critics Society Award for Best Cast                                     | Câștigat     |
| 2002 | The Lord of the Rings: The Two Towers             | Phoenix Film Critics Society Award for Best Cast                                    | Câștigat     |
| 2002 | The Lord of the Rings: The Two Towers             | Screen Actors Guild Award for Outstanding Performance by a Cast in a Motion Picture | Nominalizare |
| 2010 | Alice in Wonderland                               | Teen Choice Award for Movie;– Choice Fight (împărțit cu Mia Wasikowska)             | Câștigat     |
| 2011 | Hugo                                              | Washington D.C. Area Film Critics Association Award for Best Cast                   | Nominalizare |

## Legături externe
- Christopher Lee la Internet Movie Database